# (16459) Barth
Barth (asteroide n.º 16459 según el MPC) es un asteroide perteneciente al cinturón de asteroides que orbita entre Marte y Júpiter. Su nombre hace referencia a Karl Barth, teólogo protestante reformista suizo.
Fue descubierto el 28 de noviembre de 1989 por Freimut Börngen en Tautenburg, Alemania.